# 普拉特修正案

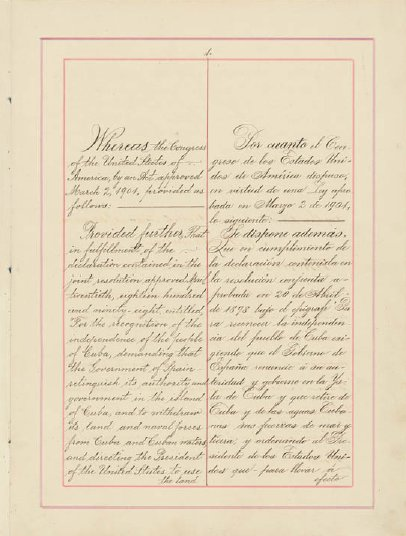
修正案的首頁

普拉特修正案（英語：The Platt Amendment）是于1901年2月由美国总统威廉·麦金莱签署的作为陆军拨款法案补充条款和古美（古巴－美国）关系的修正案，之后作为附录写入了古巴宪法，从而使法案对美国和古巴双方产生名义上的法律效力最终导致了古巴实际处于美国的被保护国地位，防止了其他老牌殖民国家染指古巴。因其法案以法案提出者美国参议院外交委员会主席奥维尔·普拉特而命名。
1933年，美国总统富兰克林·罗斯福出于改善与拉美各国关系和改善美国形象而推行睦邻政策，放弃了不得人心的军事干预方式，转向其他方法，如推行泛美主义，扶持稳定的当地政府，国民卫队的培训，经济和文化渗透，银行贷款与金融的监管和政治颠覆以保持其在拉丁美洲的影响。1934年，在美国总统富兰克林·罗斯福支持下废除了該修正案，但继续保留和沿袭在古巴的关塔那摩湾海军基地的权利。

## 相关背景
早在16世纪沦为西班牙殖民地的古巴在19世纪开始，与西班牙发生诸多矛盾和冲突，要求独立和摆脱西班牙殖民统治的诉求变得更加尖锐。
- 参见美西战争

正当西班牙与其殖民地古巴冲突愈演愈烈时，美國軍艦緬因號在古巴港口发生爆炸而引发了美西战争，之后美国国会发布决议：宣布古巴的独立权，要求西班牙撤出古巴，授权总统使用武力，并宣告美国无意兼并古巴。两国激战后，西班牙海陆失利，双方最终于12月10日在法国巴黎签订《巴黎和约》。根据和约，西班牙全部放弃古巴，将波多黎各和关岛等殖民地割让给美国，并以2000万美元的代价，把菲律宾的主权转让给美国。
通过美西战争，古巴摆脱了西班牙的殖民统治，但同时治权等实际被转让给美国，成为美国的被保护国。美国在军事占领和控制古巴后，于1902年承认古巴独立，但在1898年起一直占领松树岛（现已被古巴收回）和关塔那摩湾。而普拉特修正案实际上就是美国为了对古巴合法占领和控制提出的条约。

## 條文內容
1901年3月2日美国国会通過的普拉特修正案如下：
为进一步履行在1898年4月20日该宣言所载的联合决议，题為
Preamble: For the recognition of the independence of the people of Cuba, demanding that the Government of Spain relinquish its authority and government in the island of Cuba, and withdraw its land and naval forces from Cuba and Cuban waters, and directing the President of the United States to use the land and naval forces of the United States to carry these resolutions into effect, the President is hereby authorized to "leave the government and control of the island of Cuba to its people" so soon as a government shall have been established in said island under a constitution which, either as a part thereof or in an ordinance appended thereto, shall define the future relations of the United States with Cuba.

“序言：承认古巴人民的独立，要求西班牙政府放弃对古巴岛的权威和统治，且从古巴及其水域撤出所属的海军和陆军，並指示合眾國总统调动合眾國陆军海军以执行本法案”的宣言，现总统授權“將古巴的政府与控制交付其人民”，因此在依照宪法在古巴成立政府后，无论是作为宪法的其中一个部分或在附錄條例中，都应确定合眾國与古巴的未来关系。

### 大体如下：
I. That the government of Cuba shall never enter into any treaty or other compact with any foreign power or powers which will impair or tend to impair the independence of Cuba, nor in any manner authorize or permit any foreign power or powers to obtain by colonization or for military or naval purposes or otherwise, lodgement in or control over any portion of said island.

- 譯文：“I.古巴政府永远不得与任何外国势力签署将损害或有可能损害古巴独立性的条约或其他契约，也不能以任何方式授权或允许任何外国势力通过殖民、用于军事或海军目的或其他方式（的名义），来取得占领或控制的岛屿任何部分的条约或其他协议。”

II. That said government shall not assume or contract any public debt, to pay the interest upon which, and to make reasonable sinking fund provision for the ultimate discharge of which, the ordinary revenues of the island, after defraying the current expenses of government shall be inadequate.

- 譯文：“II.政府不应承担或约定任何公共债务和偿付利息，亦不能为了偿付前面所说的债务而建立合理的偿债基金规定，全岛的普通收入不足以支付政府日常费用。”[5]

III. That the government of Cuba consents that the United States may exercise the right to intervene for the preservation of Cuban independence, the maintenance of a government adequate for the protection of life, property, and individual liberty, and for discharging the obligations with respect to Cuba imposed by the treaty of Paris on the United States, now to be assumed and undertaken by the government of Cuba.

- 譯文：“III.古巴政府同意合众国可行使干预维护古巴的独立，以维持一个适当的为保护生命，财产和个人自由的政府，并履行巴黎条约施加给合众国对古巴政府现在承担和开展的义务。”

IV. That all Acts of the United States in Cuba during its military occupancy thereof are ratified and validated, and all lawful rights acquired thereunder shall be maintained and protected.

- 譯文：“IV.合众国在古巴的军事入驻期间的的这一切行为均被申请批准和确认，且所有合法的权利由此予以保留和保护。”

V. That the government of Cuba will execute, and as far as necessary extend, the plans already devised or other plans to be mutually agreed upon, for the sanitation of the cities of the island, to the end that a recurrence of epidemic and infectious diseases may be prevented, thereby assuring protection to the people and commerce of Cuba, as well as to the commerce of the southern ports of the United States and the people residing therein.

- 譯文：“V.古巴政府将执行，并尽可能提供已被双方共同商定为必要的岛内城市卫生计划或其他计划，以期阻止可能再次发生的流行病和传染性疾病，从而确保对古巴人民和商业的保护，以及保护合众国南部商业港口和居民情况。”

VI. That the Isle of Pines shall be omitted from the proposed constitutional boundaries of Cuba, the title thereto being left to future adjustment by treaty.

- 譯文：“VI.松树岛[6]应在宪法中的疆界中予以略去，其所有权由未来条约调整。”

VII. That to enable the United States to maintain the independence of Cuba, and to protect the people thereof, as well as for its own defense, the government of Cuba will sell or lease to the United States lands necessary for coaling or naval stations at certain specified points to be agreed upon with the President of the United States.

- 譯文：“VII.为了能使合众国保持古巴的独立，并保护其人民，以及出于自己国防需求，古巴政府将出售或租借给合众国总统将要商定的所需的煤或建立海军基地的某些特定地点。”

VIII. That by way of further assurance the government of Cuba will embody the foregoing provisions in a permanent treaty with the United States.

- 譯文：“VIII.古巴政府将在未来保证上述与合众国的协定永久在条约中有效。”[7]

## 产生影响及现状

### 美国占据拉美的第一步
普拉特修正案是美西战争的直接产物，也是美国在新殖民主义扩张时期对本身国土周边的拉美及美洲进行控制的结果。通过美西战争，美国最终夺取了古巴1868年到1898年的30年独立战争的果实，事实上美国对美洲各共和国的控制最初是预期通过经济控制来实现。而通过普拉特修正案，美国则最终“合法”地掌握了古巴，从1902年成立古巴共和国，至50年代，历届政府均受美国控制。

### 贸易限制
普拉特修正案也使美国干涉古巴内政成为理所当然和权责之内，扶持一个符合美国利益的古巴政府同时也是为了控制古巴商业及其种植业所不可或缺的。如在当时美国扶持的马查多政府时期，美国根据是同古巴政府签订的贸易协议，禁止了古巴自产多种产品，强迫古巴从美国进口这些产品，使其成为自己的商品倾销地，而1927年开始的经济危机中尽管美国仍向古巴购买蔗糖等农产品，但是实际上它强迫古巴在出口糖时支付美国所规定的关税。“这样，限制了古巴蔗糖的出口，使糖价降到最低水平，使古巴经济更加萧条，饥饿遍布全国。”

### 松树岛和关塔那摩湾
依照法案条约夺取了松树岛（今天称作青年岛（Isla de la Juventud）特区）和关塔那摩湾，并在关塔那摩湾建立了美军基地。松树岛直到1934年普拉特修正案废止后才被归还古巴，同年两国签署一项新的条约，保留了美军对关塔那摩湾的租契，并允许古巴和其贸易伙伴免费使用此湾。租金原来为一年2000美元，以金币形式支付；1934年同时也改成相当于1934年4085美元的等值通货。除此之外还加入一项条件，规定祇有当美国和古巴政府双双同意后才能废止这项租契，或美国放弃基地财产。
美方每年都会支付租金，但自古巴革命以来只接受了一次租赁付款，菲德尔·卡斯特罗声称这张支票是在1959年在混乱的情况下存入的。自那时以来，古巴政府没有存入任何美方的租赁支票，因为卡斯特罗认为这个基地是非法的。尽管美国和古巴之间没有外交关系，但美国同意将古巴的通缉犯遣返，古巴也同意将在关塔那摩湾犯罪的嫌犯押送至美国。
古巴人对美国占领自己的领土一直极为不满。1969年的《维也纳条约法公约》第52条规定，如果一款条约是在一方威胁或强行施加的情况下签署的（在这里就是1903年美国将普拉特修正案写入古巴宪法），则此条约无效。古巴政府以此为据强烈谴责这款条约和关塔那摩美军基地的存在。但事实上该条约实际上没有追溯之前强迫签订的条约为无效。

### 古巴人反应和引发社会主义革命
较多的古巴人认为，普拉特修正案的提出是一个帝国主义侵犯其主权的行为。古巴的Juan Gualberto Gómez参议员曾对修正案进行了谴责，“为了使美国有权决定，当自己受到威胁时而进行干预以维护其独立，这就如他们可以在进入我们的房子，在他们愿意的所有时间里，无论白天还是晚上。”
法案所带来的美国驻军和对古巴的干涉导致的古巴利益缺失，促使古巴人民重新开展了独立运动和反政府运动，期间，美国帮助巴蒂斯塔等亲美派重新掌权。在其上台后，古巴有数万人遭刑决或监禁，10万多人流亡他国，上百万人失业。而与此同时，美国资本近一步控制了古巴经济，古美还重新签署了《军事互助条约》，据此，美国在关塔那摩海军基地的军警直接参与了日后的镇压古巴革命行动。
- 参见古巴革命

最终美国的干涉、驻军经济控制、当时古巴政府的专制统治，成为了古巴革命的爆发点，客观上推动了菲德尔·卡斯特罗及七·二六运动等一系列左倾组织的社会主义革命，最终也使古巴成为了一个摆脱原先的美国商品倾销地的反美社会主义国家。

### 睦邻政策
- 参见睦邻政策

美国在拉美的一系列军事干涉，引发了拉美广泛不满，与拉美各国的矛盾冲突使得美国重新考虑一种更缓和的方式来进行控制和影响拉美，于是放弃军事干涉，转而通过扶持稳定的当地政府、建设当地国民卫队、在经济和文化渗透、对金融贸易的控制和政治颠覆等方面来影响拉美地区。